# Freckleton
Freckleton är en ort och civil parish i Storbritannien.   Den ligger i grevskapet Lancashire och riksdelen England, i den centrala delen av landet, 300 km nordväst om huvudstaden London. Freckleton ligger 21 meter över havet och antalet invånare är 8 576.
Terrängen runt Freckleton är mycket platt. Runt Freckleton är det tätbefolkat, med 427 invånare per kvadratkilometer. Närmaste större samhälle är Preston, 10,6 km öster om Freckleton. Trakten runt Freckleton består i huvudsak av gräsmarker.